# Mielichhoferia macrocarpa
Mielichhoferia macrocarpa là một loài Rêu trong họ Bryaceae. Loài này được (Hook.) Bruch & Schimp. mô tả khoa học đầu tiên năm 1843.